# 덕인
덕인(본명: 강덕인, 1993년 5월 27일 ~ )은 대한민국의 가수로 장덕철의 멤버이다.

## 개요
고등학교 힙합 동아리에 속해 있었고 보컬을 주로 맡았다고 한다. 후에 자신의 친형과 함께 Show Me The Money 2에서 참가해 스윙스와 1대 1로 배틀을 해서 고민 끝에 탈락했다.
시청자들과 스윙스 팬들에게 욕을 먹은 후, 그 후 소속사와 연락이 끊어버려서 힙합에서 손을 뗐다. 인터넷 방송에서 잠깐 말빨실력을 보였는데 괜찮은 듯해 보였다.

## 예능
- Mnet 《Show Me The Money 2》
- MBC 《미스터리 음악쇼 복면가왕》 - 우가우가! 날 찍어라! 내 이름은 가왕트랄로피테쿠스 (참가자 및 우승자)